# 霍源戰鬥
霍源戰鬥發生於1933年2月28日，地點則是在中國江西樂安。是國共內戰前期主要戰鬥之一，交戰一方為中華民國國民革命軍，另一方則為中國共產黨所領導之中國工農紅軍。戰鬥末了，國軍失守，傷亡三分之二。